# Wanchy-Capval

Wanchy-Capval este o comună în departamentul Seine-Maritime, Franța. În 1 ianuarie 2022 avea o populație de 330 de locuitori.